# America's Choice
America's Choice è il quinto album degli Hot Tuna. È stato registrato in studio ed è stato pubblicato nel 1972.

## Il disco
Originariamente è stato pubblicato in quadrifonia.
Nel 1996, la RCA ha pubblicato un box set intitolato In a Can che comprende la versione rimasterizzata di questo album oltre ad altri quattro CD, Hot Tuna, First Pull Up, Then Pull Down, Burgers e Hoppkorv, anch'essi rimasterizzati.

## Tracce

### Lato A
1. Sleep Song (Jorma Kaukonen) — 4:23
2. Funky #7 (Kaukonen, Jack Casady) — 5:47
3. Walkin' Blues (Robert Johnson) — 5:22
4. Invitation (Kaukonen) — 6:50

### Lato B
1. Hit Single #1 (Kaukonen) — 5:10
2. Serpent of Dreams (Kaukonen) — 6:52
3. I Don't Wanna Go (Kaukonen) — 4:56
4. Great Divide: Revisited (Kaukonen) — 5:16

## Formazione
- Jorma Kaukonen – chitarra elettrica, voce
- Jack Casady – basso
- Bob Steeler – batteria, percussioni